# Ropica squamosa
Ropica squamosa là một loài bọ cánh cứng trong họ Cerambycidae.